# 複方新諾明
撲菌特（Trimethoprim/sulfamethoxazole, TMP/SMX），較為人知的名稱是複方新諾明、磺胺劑（co-trimoxazole），是一種用來防治多種因為細菌而引起感染的抗生素，用以治療各種细菌感染。由甲氧苄啶和磺胺甲惡唑兩種藥物組成，比例是1:5。它在世界各地以不同的商品名稱發售。用途是治療泌尿道感染、MRSA（耐甲氧西林金黄色葡萄球菌）皮膚感染、 旅行者腹瀉、呼吸道感染以及霍亂等病症。撲菌特既可用於預防，亦可用於治療愛滋病患者的肺囊蟲肺炎；投藥方式有口服或注射至靜脈。
常見的副作用包含恶心、呕吐、引起疹及腹瀉。也可能發生嚴重的过敏反應與偽膜性結腸炎；不建議在妊娠晚期患者身上投用此藥，然而在寶寶健全的情況下，讓母乳餵養患者服用似乎是無虞的。撲菌特藉由停止葉酸的新陳代謝以造成細菌死亡。
撲菌特於1974年被合成，在最基本的健康照護系統中最必要的藥物清單世界卫生组织基本药物标准清单登錄有案 ，作為通用名药物也不是非常昂貴。在美國，一劑撲菌特的定價大約在0.40美元左右。

## 常見商品名稱
- Bactrim, Bactrimel (羅氏藥廠)
- Co-trimoxazole (山德士)
- Cotrim
- Septrin, Septra (葛蘭素史克)
- Sulfatrim
- Biseptol
- Trisul
- Vactrim (只在老挝生產及發售)

### 引用
1. 1 2 3 4 5  .   [Aug 1, 2015]. （原始内容存档于2015-09-06）.
2. ↑  . About Kids Health. 2010-02-24  [2012-02-13] （中文（繁體））.
3. 1 2 3  . Jones & Bartlett Learning. 2014-01-01  [2017-04-30]. ISBN 9781284057560. OCLC 922644939. （原始内容存档于2019-07-13）.
4. ↑  .   [31 August 2015]. （原始内容存档于2015-09-06）.
5. ↑  . OUP Oxford. 2009: p.56. ISBN 9780191039621.